# Kenneth Allsop
Cet article possède des paronymes, voir Alsop et Allsopp.
Kenneth Allsop, né le 29 janvier 1920 et mort le 23 mai 1973, est une personnalité de la télévision, auteur et naturaliste britannique,. 
Il est un journaliste régulier de l'émission d'actualités de la BBC Tonight dans les années 1960. Il a également été recteur de l'Université d'Édimbourg et a remporté le prix John Llewellyn Rhys.

## Biographie
En 1958, il écrit un compte rendu sur la littérature britannique des années 1950, The Angry Decade à la fin duquel il fait la remarque suivante : « À cette époque technologiquement triomphante, lorsque les fusées commencent à crier vers la lune, mais l'esprit humain semble une distance encore plus grande, la colère a une utilisation limitée. L'amour a une application plus large, et c'est ce qui doit être décrit partout où il peut être trouvé, afin que nous puissions tous le reconnaître et apprendre son utilisation. » Il se marie à l'église St Peter, de Ealing, en mars 1942. Il sert dans la RAF pendant la Seconde Guerre mondiale et se fait amputer d'une jambe après une blessure sur un parcours du combattant, ayant pour séquelle des douleurs permanentes. Kenneth Allsop est un choix évident en tant qu'invité lors de la première série d'émission de radio naturaliste Sounds Natural sur BBC Radio 4 le 24 mai 1971.
L'enquête sur sa mort est enregistrée comme verdict ouvert, bien qu'il ait été constaté qu'elle ai été provoquée par une surdose de barbituriques. Il est enterré à Powerstock dans le Dorset. [réf. nécessaire]
Le Kenneth Allsop Memorial Trust, un organisme de bienfaisance, est lancé en 1973 avec un appel de fonds, avec dans un premier temps l'intention d'acquérir et de conserver Eggardon Hill dans le Dorset. Au lieu de cela, en 1976, l'organisme achète l'île de Steep Holm dans le canal de Bristol pour 10 000 £ et la gère comme une réserve naturelle. Le Sunday Times a institué un concours d'essais commémoratifs Kenneth Allsop, qui a lieu chaque année jusqu'en 1986. La galerie Allsop, un espace d'exposition au Bridport Arts Centre, Dorset, porte son nom.

## Œuvres
- (en) The Sun Himself Must Die, 1949
- (en) Adventure Lit Their Star, 1949gagne le prix John Llewellyn Rhys en 1950
- (en) Silver Flame, 1950
- (en) The Daybreak Edition, 1951
- (en) The Last Voyages of the Mayflower, 1955
- (en) The Angry Decade, 1958
- (en) Rare Bird, 1959
- (en) Question of Obscenity, 1960Écrit avec Robert Pitman.
- Les Bootleggers, R. Laffont, 1962 ((en) The Bootleggers, 1961), trad. Françoise Audouard, 479 p.
- (en) Scan, 1965, recueils d'articles
- (en) Hard Travellin': The Hobo and his History, 1967
- (en) Harriet Beecher Stowe, 1971
- (en) Strip Jack Naked, 1972
- (en) In the Country, 1973
- (en) Letters to his Daughter, 1974
- (en) One and All: Two Years in the Chilterns, 1991